# Strunius
Lo strunio (gen. Strunius) è un pesce osseo estinto, appartenente ai sarcotterigi. Visse nel Devoniano superiore (Frasniano, circa 385 - 375 milioni di anni fa) e i suoi resti fossili sono stati ritrovati in Europa.

## Descrizione
Questo piccolo pesce non oltrepassava solitamente la lunghezza di dieci centimetri, e il suo corpo era compatto e robusto. Il cranio, dal muso accorciato, era composto da due metà, probabilmente articolate fra loro mediante un grande muscolo che accresceva la potenza del morso. Rispetto ad altri pesci sarcotterigi, Strunius possedeva un corpo molto più compatto. Le mascelle erano molto sottili, e l'orbita era dotata di un grosso anello sclerotico formato da almeno diciotto elementi. Non erano presenti ossa extratemporali, ed era presente un singolo osso squamoso. Strunius era dotato di una caratteristica "spirale" dentata nella parte anteriore della mandibola, simile a quella del grande Onychodus. 
Al contrario della gran parte degli altri sarcotterigi, le pinne impari erano sprovviste di lobi basali, e anche quelle pari non erano particolarmente robuste, ed erano sostenute da raggi; le pinne anali e le due pinne dorsali erano posizionata posteriormente; la pinna caudale era dificerca, simmetrica e con due grandi lobi inferiore e superiore; il lobo assiale era molto allungato. Le pinne erano fornite di lepidotrichi non articolati e numerosi. Le scaglie erano di forma arrotondata e dotati occasionalmente di cosmina.

## Classificazione
Il genere Strunius venne descritto per la prima volta nel 1966, sulla base di fossili provenienti dalla Lettonia in terreni del Devoniano superiore; la specie tipo è Strunius rolandi. Altre specie provengono dalla Germania (S. walteri) e ancora dalla Lettonia (S. kurshi). 
Strunius è un rappresentante degli onicodontiformi, un gruppo di pesci sarcotterigi caratterizzati da "spirali" dentate nella mandibola e da pinne meno robuste rispetto a quelle di altri sarcotterigi (tetrapodomorfi, attinisti e dipnoi). In ogni caso, la caratteristica articolazione del cranio richiama gli altri sarcotterigi. Strunius è uno dei più piccoli membri del suo gruppo, e forse uno dei più basali.

## Paleobiologia
Strunius era un piccolo pesce piuttosto veloce, che probabilmente si nutriva di altri pesci più piccoli.